# 頂尖對決
是一部於2006年上映的驚悚電影，克里斯多夫·諾蘭執導，劇情改編自克里斯多夫·普利斯特於1995年得到世界奇幻文學獎的同名小說《The Prestige》。電影描述二十世紀初的倫敦，舞台魔術師勞勃·安杰與艾佛·波登較勁的故事。
電影由休·傑克曼與克里斯汀·貝爾分別主演勞勃與艾佛，大衛·鮑伊飾演尼古拉·特斯拉，米高·肯恩、史嘉蕾·喬韓森、派波兒·普拉寶、安迪·瑟克斯與麗貝卡·豪爾也主演本片。諾蘭和貝爾、肯恩也是繼《蝙蝠俠：開戰時刻》後再次合作，也是與攝影師瓦利·菲斯特、美術指導納森·克羅利、配樂作曲家大衛·朱蘭以及剪接者再度聯手。
普利斯特的書信體小說由克里斯多夫·諾蘭和他的弟弟強納森·諾蘭改編成電影劇本，以強納森獨特的非線性敘事結構改編搬上銀幕。電影於2006年10月20日發行，得到極高的票房，並獲得奧斯卡金像獎最佳攝影與最佳美術指導提名。

## 劇情概述
舞台魔術機關師約翰·卡特（米高·肯恩 飾演）描述魔術由三個部份所組成：
- 以虛代實（The Pledge）：魔術師會向觀眾展示一項普通的事物，但其中必定有玄機。
- 偷天換日（The Turn）：平凡普通的事物，卻做出某件不可思議的事情。
- 化腐朽為神奇（The Prestige）：最後，消失的東西卻又再次出現，而觀眾完全無法了解其中的祕密。

太过快速的变化也会带来至关重要的命运转折：世纪之交的伦敦，娱乐业才刚刚起步，于是，能够化腐朽为神奇的魔术师就成為那个时代最神秘莫测的大众偶像，享受着社会能够给予的最高赞誉，社会地位也高于其他从事表演的人。
本片講述兩個魔術師終生鬥爭的故事，過程充滿懸疑、神秘、與超現實主義。勞勃·安杰（休·傑克曼 飾演）、艾佛瑞·波登（克里斯汀·貝爾 飾演）兩位魔法天才，但既生瑜何生亮，最後從朋友變成敵人，在彼此的魔術對決中誓要分出個高下，甚至连他们親友們也陷入致命危機之中。 

### 剧情介绍
1890年代的英国伦敦，两位魔術天才勞勃·安杰和艾佛瑞·波登在舞台機關師約翰·卡特手下为一名魔術师当托。在一次水箱逃脱表演中，为了增加表演的难度，波登和安杰的妻子茱莉亞暗中决定使用一种更危险的绳结，结果害茱莉亞因无法解开而意外淹死，由于波登无法解释清楚原因，安杰认为波登害死妻子，两人故此成为死敌而分道扬镳。波登独自表演，安杰则在卡特的帮助下开始自己的表演事业。两人都互相破解了对方的表演：为了报妻子身亡之仇，安杰在波登的接子弹表演中做手脚而打断了波登两根手指，而波登也在安杰的首次演出破坏了他的表演设施。
之后波登重新推出了一个“传送人”的表演，能在两个舞台两端的衣柜之间瞬间移动，安杰无法破解这个演出的技巧，于是只能聘请杰拉尔德·鲁特（Gerald Root）作为替身来表演类似的版本，模仿表演取得成功，但只有鲁特在台上接受观众的掌声，而躲在台下的安杰则对此不满意。安杰让他的助手奧莉維亞去监视波登如何表演他的“传送人”表演，但奧莉維亞爱上了波登，成为波登的助手，甚至在奧莉維亞的帮助破坏了安杰的表演，安杰在表演中受伤瘫痪。与安杰对峙时，奧莉維亞给了一本波登的加密日记，安杰抓住了并威胁杀死波登的機關師法伦（Fallon），从波登拿到日记的解密词“TESLA”，因此顺着线索去美国找到了发明家尼古拉·特斯拉，他认为特斯拉帮助波登制作了一台“传送人”魔术的机器。
虽然后来安杰意识到日记是假的，但特斯拉还是帮安杰制造了一台机器，而这台机器并不是传送物体，而是在不远的地方复制了一个克隆品。特斯拉被托马斯·爱迪生的代理人赶走，但还是将机器交付给安杰，并建议安杰摧毁它，说这只会给他带来痛苦。波登的妻子莎拉由于波登矛盾的性格而自杀，波登向奧莉維亞透露，他没有爱过莎拉但更爱奥利维亚。奥利维亚对波登对妻子之死的不人道行为以及两位魔术师的不和感到厌恶，于是离开了。
安杰开始利用机器来表现全新的“传送人”表演，波登来到台下，看到安杰从舞台上掉进台下的水箱并被锁住淹死，卡特见到了波登并将其交给警方，他被判犯有谋杀罪并被判处死刑。贵族卡尔德洛勋爵提出收养波登即将成为孤儿的女儿杰西，以换取波登的“传送人”的秘密，但卡尔德洛出现在波登面前时，波登才发现他就是安杰。当卡特意识到安杰还活着时，他对安杰让波登受刑感到厌恶，但同意帮助处置特斯拉的机器。之后波登被处刑，安杰去到以前表演的剧场后台，结果被出现的“波登”开枪射杀。
直到此时，“波登”的秘密才得以揭露——艾佛·波登和伯纳德·法伦（Bernard Fallon）是一对同卵双胞胎，他们一直互换身份分别扮演“波登”和“法伦”。这解释了两人的过去行为的矛盾：当时“波登”（法伦）给茱莉亞用上更危险的绳结，因此波登并不知情；波登表演被打断手指，法伦为了更好地伪装成“波登”也自断手指；波登爱莎拉、法伦爱奥利维亚，因此“波登”对莎拉的感情“反复无常”。
安杰中枪倒下，手中提灯落地点燃了剧场后台，在火光下映射出一排排装着淹死的复制安杰的水箱。故事剧终，波登来到卡特的工作室接杰西。

## 演員
| 演員                             | 角色                                               |
| 休·傑克曼 Hugh Jackman           | 勞勃·安杰 Robert Angier                            |
| 克里斯汀·貝爾 Christian Bale     | 艾佛·波登 Alfred Borden 伯纳德·法伦 Bernard Fallon |
| 米高·肯恩 Michael Caine          | 約翰·卡特 John Cutter                              |
| 史嘉蕾·喬韓森 Scarlett Johansson | 奧莉維亞·溫斯康 Olivia Wenscombe                   |
| 大衛·鮑伊 David Bowie            | 尼古拉·特斯拉 Nikola Tesla                         |
| 派波兒·普拉寶 Piper Perabo       | 茱莉亞·麥卡洛 Julia McCullough                     |
| 蕾貝卡·霍爾 Rebecca Hall         | 莎拉·波登 Sarah Borden                             |
| 安迪·瑟克斯 Andy Serkis          | 艾利先生 Mr. Alley                                 |

## 製作
主體拍攝於2006年1月16日開始，在洛杉矶進行製作。

## 反響

### 評價
爛番茄新鮮度76%，基於197條評論，平均分為7.1/10，而在Metacritic上得到66分，IMDB上得8.5分，獲得普遍好評。

### 票房
本片於美國上映之初的票房表現極佳，前三天的票房為1,500萬美元。而與美國同步上映的台灣，首週末三天的票房總計為新台幣1,068萬元，為該週的第一名。

## 奖项
| 頒獎典禮           | 獎項         | 名字                         | 結果 |
| ------------------ | ------------ | ---------------------------- | ---- |
| 第79屆奧斯卡金像獎 | 最佳攝影     | 瓦利·費思特                  | 提名 |
| 第79屆奧斯卡金像獎 | 最佳美術執導 | 內森·克勞利以及朱莉·奧奇平蒂 | 提名 |

## 外部連結
- 官方網站（英文）
- 互联网电影数据库（IMDb）上《頂尖對決》的资料（英文）
- 爛番茄上《頂尖對決》的資料（英文）
- Metacritic上《頂尖對決》的資料（英文）
- 豆瓣电影上《頂尖對決》的資料 （简体中文）